# 紧压茶

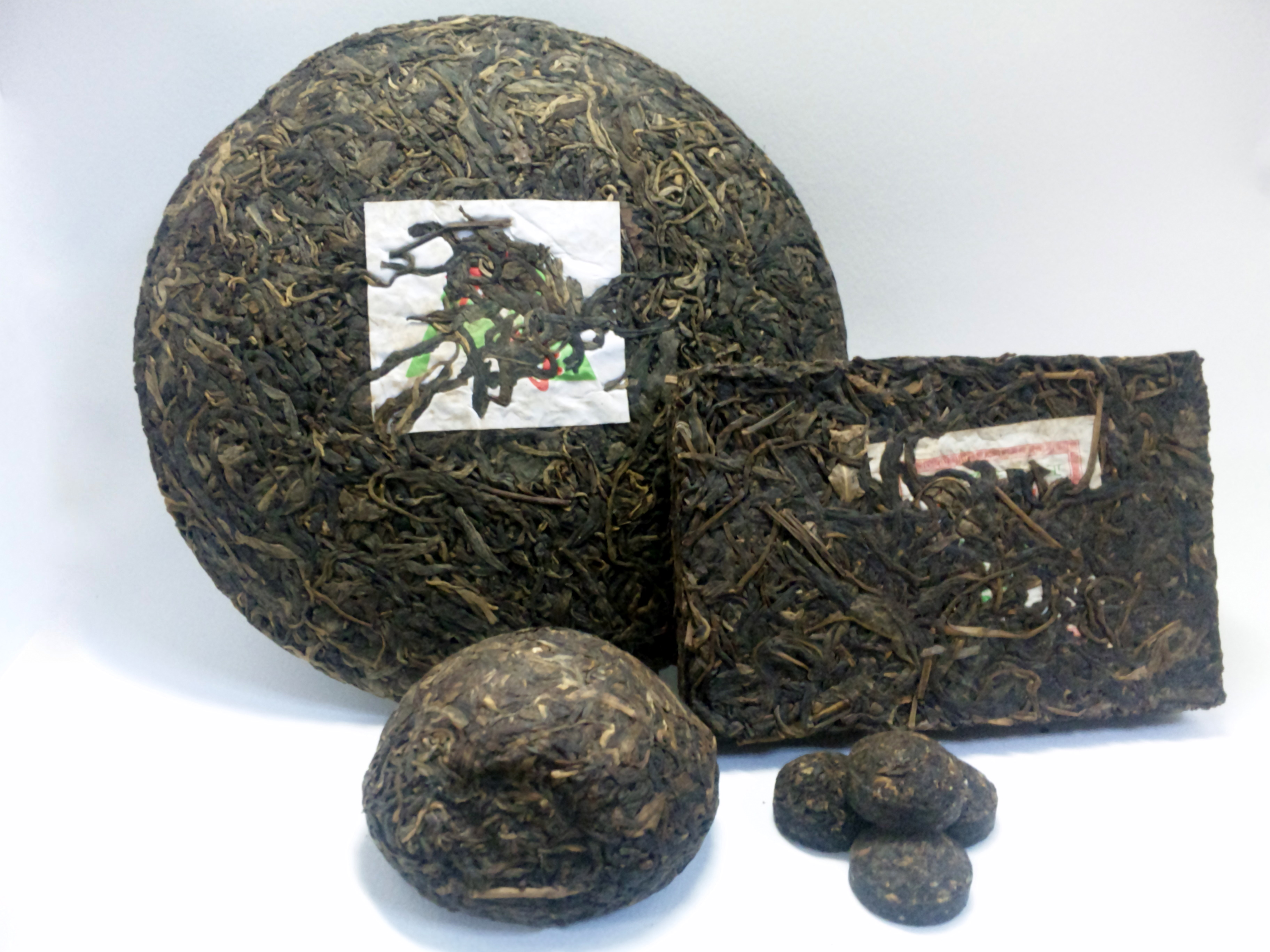
不同形状的緊壓茶

紧压茶，又称压制茶，指散茶经蒸热变软后趁热压制而成的一定形状的团块茶。紧压茶能长时间保存而不变质，且便于运输。主要产于中国的湖南、四川、湖北、云南和广西等地。紧压茶根据原料茶类的不同，可分绿茶紧压茶、红茶紧压茶、乌龙茶紧压茶和黑茶紧压茶四种。
紧压茶喝时需用水煮，时间较长，因此茶汤中鞣酸含量高，非常有利消化，但也促使人产生饥饿感，所以喝时一般要加入有营养的物质。蒙古人习惯加奶，叫奶茶，藏族人习惯加酥油，为酥油茶。